# バスケットボールイングランド代表
バスケットボールイングランド代表（England national basketball team）は、イングランドバスケットボールにより国際大会に派遣されるイングランドのバスケットボールナショナルチームである。
イギリスのバスケットボールはサッカー同様、イングランド・スコットランド・ウェールズ・北アイルランド毎に連盟が置かれ、それぞれでナショナルチームがあり、イングランド代表もイングランド連盟により結成されている。
ユーロバスケットは1946年、1955年、1961年、1981年の4度出場しているが、18チーム中12位となった1955年以外は悉く最下位に沈んでいる。
2004年にはキリンカップ・バスケットボールのために来日。しかし大会招待国初の3タテを喰らってしまう。
近代オリンピックには単一国家（統一イギリス代表）としての出場が大原則であるため、オリンピックには、英国バスケットボール連盟によって編成される統一イギリス代表が出場する。だが、1948年ロンドン五輪の一度しか統一イギリス代表は編成されていない。しかし2012年の開催が内定したロンドン五輪に向けてスコットランド・ウェールズとの統一イギリス代表が編成され、2005年より国際試合に出場している。五輪後も国際大会にイギリス代表として参加しており、イングランド代表としてはコモンウェルスゲームズのみの参加にとどまっている。
2016年9月30日を以て、FIBAにはスコットランド、北アイルランドと統一（ウェールズは不参加）してイギリス協会が加盟するのに伴い正式にイギリス代表として活動することになった。

## 過去の成績
- 世界選手権の成績
  - 出場なし
- ユーロバスケットの成績
  - 12位：1955年